# Tytus Julien Séverin de Gastold
Tytus Julien Séverin de Gastold (ou Titus Julian Severin de Gastold), né en 1809 à Krzewin en Pologne et mort le 28 août 1862 à Bordeaux, est un médecin polonais, officier insurgé et l’un des premiers promoteurs de l’homéopathie à Bordeaux. 

## Biographie

### Origines et engagements polonais
Issu de la noble lignée des Goštautai, grande famille régnante du royaume polono-lituanien, il participe activement à l’Insurrection de Novembre de 1830-1831 contre la Russie. Volontaire dans la compagnie de fusées à la Congreve dès 1827, il est nommé sous-lieutenant en octobre 1831, combattant notamment aux batailles de Grochów et Varsovie. Après la défaite, il rejoint l’exil en Prusse et fait partie du Comité National Polonais en France en 1832. 

### Installation à Bordeaux et carrière médicale
En 1835, il s’installe à Bordeaux où il entreprend des études de médecine. Marié en 1841 à Madelaine Mery de Tamahan, il devient docteur et s’investit dans la promotion de l’homéopathie. Il exerce au Dispensaire homéopathique de Bordeaux et donne également des consultations en milieu rural, notamment à La Réole. Il figure dans l’Annuaire homéopathique de 1860 parmi les praticiens bordelais. 

### Dernières années et postérité
Il meurt à Bordeaux en août 1862 et est inhumé au Cimetière de la Chartreuse (Bordeaux). Par sa descendance, il est arrière-grand-père de la poétesse Carmen Bernos de Gasztold et aïeul du journaliste Jean-Marc Laurent. 